# Матч за звання чемпіона світу із шахів за версією ПША 2004
Матч за звання чемпіона світу з шахів за версією ПША був проведений у Бріссаго (Швейцарія) з 25 вересня по 18 жовтня 2004 року. Чинний чемпіон Володимир Крамник зіграв унічию із переможцем матчів претендентів Петером Леко з рахунком 7 — 7 на користь Крамника, і захистив титул чемпіона світу за версією ПША.
|   | a | b | c | d | e | f | g | h |   |
| 8 | d8 чорний король · b7 чорний пішак · c7 біла тура · a6 чорний пішак · b6 білий пішак · c6 чорний слон · d6 білий кінь · f6 білий король · d5 чорний пішак · e5 білий пішак · f5 чорний пішак · h4 чорна тура | d8 чорний король · b7 чорний пішак · c7 біла тура · a6 чорний пішак · b6 білий пішак · c6 чорний слон · d6 білий кінь · f6 білий король · d5 чорний пішак · e5 білий пішак · f5 чорний пішак · h4 чорна тура | d8 чорний король · b7 чорний пішак · c7 біла тура · a6 чорний пішак · b6 білий пішак · c6 чорний слон · d6 білий кінь · f6 білий король · d5 чорний пішак · e5 білий пішак · f5 чорний пішак · h4 чорна тура | d8 чорний король · b7 чорний пішак · c7 біла тура · a6 чорний пішак · b6 білий пішак · c6 чорний слон · d6 білий кінь · f6 білий король · d5 чорний пішак · e5 білий пішак · f5 чорний пішак · h4 чорна тура | d8 чорний король · b7 чорний пішак · c7 біла тура · a6 чорний пішак · b6 білий пішак · c6 чорний слон · d6 білий кінь · f6 білий король · d5 чорний пішак · e5 білий пішак · f5 чорний пішак · h4 чорна тура | d8 чорний король · b7 чорний пішак · c7 біла тура · a6 чорний пішак · b6 білий пішак · c6 чорний слон · d6 білий кінь · f6 білий король · d5 чорний пішак · e5 білий пішак · f5 чорний пішак · h4 чорна тура | d8 чорний король · b7 чорний пішак · c7 біла тура · a6 чорний пішак · b6 білий пішак · c6 чорний слон · d6 білий кінь · f6 білий король · d5 чорний пішак · e5 білий пішак · f5 чорний пішак · h4 чорна тура | d8 чорний король · b7 чорний пішак · c7 біла тура · a6 чорний пішак · b6 білий пішак · c6 чорний слон · d6 білий кінь · f6 білий король · d5 чорний пішак · e5 білий пішак · f5 чорний пішак · h4 чорна тура | 8 |
| 7 | d8 чорний король · b7 чорний пішак · c7 біла тура · a6 чорний пішак · b6 білий пішак · c6 чорний слон · d6 білий кінь · f6 білий король · d5 чорний пішак · e5 білий пішак · f5 чорний пішак · h4 чорна тура | d8 чорний король · b7 чорний пішак · c7 біла тура · a6 чорний пішак · b6 білий пішак · c6 чорний слон · d6 білий кінь · f6 білий король · d5 чорний пішак · e5 білий пішак · f5 чорний пішак · h4 чорна тура | d8 чорний король · b7 чорний пішак · c7 біла тура · a6 чорний пішак · b6 білий пішак · c6 чорний слон · d6 білий кінь · f6 білий король · d5 чорний пішак · e5 білий пішак · f5 чорний пішак · h4 чорна тура | d8 чорний король · b7 чорний пішак · c7 біла тура · a6 чорний пішак · b6 білий пішак · c6 чорний слон · d6 білий кінь · f6 білий король · d5 чорний пішак · e5 білий пішак · f5 чорний пішак · h4 чорна тура | d8 чорний король · b7 чорний пішак · c7 біла тура · a6 чорний пішак · b6 білий пішак · c6 чорний слон · d6 білий кінь · f6 білий король · d5 чорний пішак · e5 білий пішак · f5 чорний пішак · h4 чорна тура | d8 чорний король · b7 чорний пішак · c7 біла тура · a6 чорний пішак · b6 білий пішак · c6 чорний слон · d6 білий кінь · f6 білий король · d5 чорний пішак · e5 білий пішак · f5 чорний пішак · h4 чорна тура | d8 чорний король · b7 чорний пішак · c7 біла тура · a6 чорний пішак · b6 білий пішак · c6 чорний слон · d6 білий кінь · f6 білий король · d5 чорний пішак · e5 білий пішак · f5 чорний пішак · h4 чорна тура | d8 чорний король · b7 чорний пішак · c7 біла тура · a6 чорний пішак · b6 білий пішак · c6 чорний слон · d6 білий кінь · f6 білий король · d5 чорний пішак · e5 білий пішак · f5 чорний пішак · h4 чорна тура | 7 |
| 6 | d8 чорний король · b7 чорний пішак · c7 біла тура · a6 чорний пішак · b6 білий пішак · c6 чорний слон · d6 білий кінь · f6 білий король · d5 чорний пішак · e5 білий пішак · f5 чорний пішак · h4 чорна тура | d8 чорний король · b7 чорний пішак · c7 біла тура · a6 чорний пішак · b6 білий пішак · c6 чорний слон · d6 білий кінь · f6 білий король · d5 чорний пішак · e5 білий пішак · f5 чорний пішак · h4 чорна тура | d8 чорний король · b7 чорний пішак · c7 біла тура · a6 чорний пішак · b6 білий пішак · c6 чорний слон · d6 білий кінь · f6 білий король · d5 чорний пішак · e5 білий пішак · f5 чорний пішак · h4 чорна тура | d8 чорний король · b7 чорний пішак · c7 біла тура · a6 чорний пішак · b6 білий пішак · c6 чорний слон · d6 білий кінь · f6 білий король · d5 чорний пішак · e5 білий пішак · f5 чорний пішак · h4 чорна тура | d8 чорний король · b7 чорний пішак · c7 біла тура · a6 чорний пішак · b6 білий пішак · c6 чорний слон · d6 білий кінь · f6 білий король · d5 чорний пішак · e5 білий пішак · f5 чорний пішак · h4 чорна тура | d8 чорний король · b7 чорний пішак · c7 біла тура · a6 чорний пішак · b6 білий пішак · c6 чорний слон · d6 білий кінь · f6 білий король · d5 чорний пішак · e5 білий пішак · f5 чорний пішак · h4 чорна тура | d8 чорний король · b7 чорний пішак · c7 біла тура · a6 чорний пішак · b6 білий пішак · c6 чорний слон · d6 білий кінь · f6 білий король · d5 чорний пішак · e5 білий пішак · f5 чорний пішак · h4 чорна тура | d8 чорний король · b7 чорний пішак · c7 біла тура · a6 чорний пішак · b6 білий пішак · c6 чорний слон · d6 білий кінь · f6 білий король · d5 чорний пішак · e5 білий пішак · f5 чорний пішак · h4 чорна тура | 6 |
| 5 | d8 чорний король · b7 чорний пішак · c7 біла тура · a6 чорний пішак · b6 білий пішак · c6 чорний слон · d6 білий кінь · f6 білий король · d5 чорний пішак · e5 білий пішак · f5 чорний пішак · h4 чорна тура | d8 чорний король · b7 чорний пішак · c7 біла тура · a6 чорний пішак · b6 білий пішак · c6 чорний слон · d6 білий кінь · f6 білий король · d5 чорний пішак · e5 білий пішак · f5 чорний пішак · h4 чорна тура | d8 чорний король · b7 чорний пішак · c7 біла тура · a6 чорний пішак · b6 білий пішак · c6 чорний слон · d6 білий кінь · f6 білий король · d5 чорний пішак · e5 білий пішак · f5 чорний пішак · h4 чорна тура | d8 чорний король · b7 чорний пішак · c7 біла тура · a6 чорний пішак · b6 білий пішак · c6 чорний слон · d6 білий кінь · f6 білий король · d5 чорний пішак · e5 білий пішак · f5 чорний пішак · h4 чорна тура | d8 чорний король · b7 чорний пішак · c7 біла тура · a6 чорний пішак · b6 білий пішак · c6 чорний слон · d6 білий кінь · f6 білий король · d5 чорний пішак · e5 білий пішак · f5 чорний пішак · h4 чорна тура | d8 чорний король · b7 чорний пішак · c7 біла тура · a6 чорний пішак · b6 білий пішак · c6 чорний слон · d6 білий кінь · f6 білий король · d5 чорний пішак · e5 білий пішак · f5 чорний пішак · h4 чорна тура | d8 чорний король · b7 чорний пішак · c7 біла тура · a6 чорний пішак · b6 білий пішак · c6 чорний слон · d6 білий кінь · f6 білий король · d5 чорний пішак · e5 білий пішак · f5 чорний пішак · h4 чорна тура | d8 чорний король · b7 чорний пішак · c7 біла тура · a6 чорний пішак · b6 білий пішак · c6 чорний слон · d6 білий кінь · f6 білий король · d5 чорний пішак · e5 білий пішак · f5 чорний пішак · h4 чорна тура | 5 |
| 4 | d8 чорний король · b7 чорний пішак · c7 біла тура · a6 чорний пішак · b6 білий пішак · c6 чорний слон · d6 білий кінь · f6 білий король · d5 чорний пішак · e5 білий пішак · f5 чорний пішак · h4 чорна тура | d8 чорний король · b7 чорний пішак · c7 біла тура · a6 чорний пішак · b6 білий пішак · c6 чорний слон · d6 білий кінь · f6 білий король · d5 чорний пішак · e5 білий пішак · f5 чорний пішак · h4 чорна тура | d8 чорний король · b7 чорний пішак · c7 біла тура · a6 чорний пішак · b6 білий пішак · c6 чорний слон · d6 білий кінь · f6 білий король · d5 чорний пішак · e5 білий пішак · f5 чорний пішак · h4 чорна тура | d8 чорний король · b7 чорний пішак · c7 біла тура · a6 чорний пішак · b6 білий пішак · c6 чорний слон · d6 білий кінь · f6 білий король · d5 чорний пішак · e5 білий пішак · f5 чорний пішак · h4 чорна тура | d8 чорний король · b7 чорний пішак · c7 біла тура · a6 чорний пішак · b6 білий пішак · c6 чорний слон · d6 білий кінь · f6 білий король · d5 чорний пішак · e5 білий пішак · f5 чорний пішак · h4 чорна тура | d8 чорний король · b7 чорний пішак · c7 біла тура · a6 чорний пішак · b6 білий пішак · c6 чорний слон · d6 білий кінь · f6 білий король · d5 чорний пішак · e5 білий пішак · f5 чорний пішак · h4 чорна тура | d8 чорний король · b7 чорний пішак · c7 біла тура · a6 чорний пішак · b6 білий пішак · c6 чорний слон · d6 білий кінь · f6 білий король · d5 чорний пішак · e5 білий пішак · f5 чорний пішак · h4 чорна тура | d8 чорний король · b7 чорний пішак · c7 біла тура · a6 чорний пішак · b6 білий пішак · c6 чорний слон · d6 білий кінь · f6 білий король · d5 чорний пішак · e5 білий пішак · f5 чорний пішак · h4 чорна тура | 4 |
| 3 | d8 чорний король · b7 чорний пішак · c7 біла тура · a6 чорний пішак · b6 білий пішак · c6 чорний слон · d6 білий кінь · f6 білий король · d5 чорний пішак · e5 білий пішак · f5 чорний пішак · h4 чорна тура | d8 чорний король · b7 чорний пішак · c7 біла тура · a6 чорний пішак · b6 білий пішак · c6 чорний слон · d6 білий кінь · f6 білий король · d5 чорний пішак · e5 білий пішак · f5 чорний пішак · h4 чорна тура | d8 чорний король · b7 чорний пішак · c7 біла тура · a6 чорний пішак · b6 білий пішак · c6 чорний слон · d6 білий кінь · f6 білий король · d5 чорний пішак · e5 білий пішак · f5 чорний пішак · h4 чорна тура | d8 чорний король · b7 чорний пішак · c7 біла тура · a6 чорний пішак · b6 білий пішак · c6 чорний слон · d6 білий кінь · f6 білий король · d5 чорний пішак · e5 білий пішак · f5 чорний пішак · h4 чорна тура | d8 чорний король · b7 чорний пішак · c7 біла тура · a6 чорний пішак · b6 білий пішак · c6 чорний слон · d6 білий кінь · f6 білий король · d5 чорний пішак · e5 білий пішак · f5 чорний пішак · h4 чорна тура | d8 чорний король · b7 чорний пішак · c7 біла тура · a6 чорний пішак · b6 білий пішак · c6 чорний слон · d6 білий кінь · f6 білий король · d5 чорний пішак · e5 білий пішак · f5 чорний пішак · h4 чорна тура | d8 чорний король · b7 чорний пішак · c7 біла тура · a6 чорний пішак · b6 білий пішак · c6 чорний слон · d6 білий кінь · f6 білий король · d5 чорний пішак · e5 білий пішак · f5 чорний пішак · h4 чорна тура | d8 чорний король · b7 чорний пішак · c7 біла тура · a6 чорний пішак · b6 білий пішак · c6 чорний слон · d6 білий кінь · f6 білий король · d5 чорний пішак · e5 білий пішак · f5 чорний пішак · h4 чорна тура | 3 |
| 2 | d8 чорний король · b7 чорний пішак · c7 біла тура · a6 чорний пішак · b6 білий пішак · c6 чорний слон · d6 білий кінь · f6 білий король · d5 чорний пішак · e5 білий пішак · f5 чорний пішак · h4 чорна тура | d8 чорний король · b7 чорний пішак · c7 біла тура · a6 чорний пішак · b6 білий пішак · c6 чорний слон · d6 білий кінь · f6 білий король · d5 чорний пішак · e5 білий пішак · f5 чорний пішак · h4 чорна тура | d8 чорний король · b7 чорний пішак · c7 біла тура · a6 чорний пішак · b6 білий пішак · c6 чорний слон · d6 білий кінь · f6 білий король · d5 чорний пішак · e5 білий пішак · f5 чорний пішак · h4 чорна тура | d8 чорний король · b7 чорний пішак · c7 біла тура · a6 чорний пішак · b6 білий пішак · c6 чорний слон · d6 білий кінь · f6 білий король · d5 чорний пішак · e5 білий пішак · f5 чорний пішак · h4 чорна тура | d8 чорний король · b7 чорний пішак · c7 біла тура · a6 чорний пішак · b6 білий пішак · c6 чорний слон · d6 білий кінь · f6 білий король · d5 чорний пішак · e5 білий пішак · f5 чорний пішак · h4 чорна тура | d8 чорний король · b7 чорний пішак · c7 біла тура · a6 чорний пішак · b6 білий пішак · c6 чорний слон · d6 білий кінь · f6 білий король · d5 чорний пішак · e5 білий пішак · f5 чорний пішак · h4 чорна тура | d8 чорний король · b7 чорний пішак · c7 біла тура · a6 чорний пішак · b6 білий пішак · c6 чорний слон · d6 білий кінь · f6 білий король · d5 чорний пішак · e5 білий пішак · f5 чорний пішак · h4 чорна тура | d8 чорний король · b7 чорний пішак · c7 біла тура · a6 чорний пішак · b6 білий пішак · c6 чорний слон · d6 білий кінь · f6 білий король · d5 чорний пішак · e5 білий пішак · f5 чорний пішак · h4 чорна тура | 2 |
| 1 | d8 чорний король · b7 чорний пішак · c7 біла тура · a6 чорний пішак · b6 білий пішак · c6 чорний слон · d6 білий кінь · f6 білий король · d5 чорний пішак · e5 білий пішак · f5 чорний пішак · h4 чорна тура | d8 чорний король · b7 чорний пішак · c7 біла тура · a6 чорний пішак · b6 білий пішак · c6 чорний слон · d6 білий кінь · f6 білий король · d5 чорний пішак · e5 білий пішак · f5 чорний пішак · h4 чорна тура | d8 чорний король · b7 чорний пішак · c7 біла тура · a6 чорний пішак · b6 білий пішак · c6 чорний слон · d6 білий кінь · f6 білий король · d5 чорний пішак · e5 білий пішак · f5 чорний пішак · h4 чорна тура | d8 чорний король · b7 чорний пішак · c7 біла тура · a6 чорний пішак · b6 білий пішак · c6 чорний слон · d6 білий кінь · f6 білий король · d5 чорний пішак · e5 білий пішак · f5 чорний пішак · h4 чорна тура | d8 чорний король · b7 чорний пішак · c7 біла тура · a6 чорний пішак · b6 білий пішак · c6 чорний слон · d6 білий кінь · f6 білий король · d5 чорний пішак · e5 білий пішак · f5 чорний пішак · h4 чорна тура | d8 чорний король · b7 чорний пішак · c7 біла тура · a6 чорний пішак · b6 білий пішак · c6 чорний слон · d6 білий кінь · f6 білий король · d5 чорний пішак · e5 білий пішак · f5 чорний пішак · h4 чорна тура | d8 чорний король · b7 чорний пішак · c7 біла тура · a6 чорний пішак · b6 білий пішак · c6 чорний слон · d6 білий кінь · f6 білий король · d5 чорний пішак · e5 білий пішак · f5 чорний пішак · h4 чорна тура | d8 чорний король · b7 чорний пішак · c7 біла тура · a6 чорний пішак · b6 білий пішак · c6 чорний слон · d6 білий кінь · f6 білий король · d5 чорний пішак · e5 білий пішак · f5 чорний пішак · h4 чорна тура | 1 |
|   | a | b | c | d | e | f | g | h |   |

## Результати
|                           | 1 | 2 | 3 | 4 | 5 | 6 | 7 | 8 | 9 | 10 | 11 | 12 | 13 | 14 | Очки |
| ------------------------- | - | - | - | - | - | - | - | - | - | -- | -- | -- | -- | -- | ---- |
| Петер Леко (Угорщина)     | 0 | ½ | ½ | ½ | 1 | ½ | ½ | 1 | ½ | ½  | ½  | ½  | ½  | 0  | 7    |
| Володимир Крамник (Росія) | 1 | ½ | ½ | ½ | 0 | ½ | ½ | 0 | ½ | ½  | ½  | ½  | ½  | 1  | 7    |